# 5944 Utesov
5944 Utesov este un asteroid din centura principală de asteroizi.

## Descriere
5944 Utesov este un asteroid din centura principală de asteroizi. A fost descoperit pe 2 mai 1984 la Observatorul de Astrofizică din Crimeea de Liudmila Karacikina. El prezintă o orbită caracterizată de o semiaxă mare de 3,02 ua, o excentricitate de 0,05 și o înclinație de 10,8° în raport cu ecliptica.